# Triana Park
Triana Park is een Letse band.

## Biografie
Triana Park raakte begin 2008 bekend in eigen land door deel te nemen aan de Letse preselectie voor het Eurovisiesongfestival, evenwel zonder succes. Ook in 2009, 2010, 2011 en 2012 probeerde Triana Park vruchteloos het Letse ticket voor het Eurovisiesongfestival te bemachtigen. Na een pauze van vijf jaar keerde de band begin 2017 terug in de Letse voorronde. Met Line won de groep Supernova, de preselectie, waardoor ze Letland mocht vertegenwoordigen op het Eurovisiesongfestival 2017. Daar bleef de band steken in de halve finale, met de laatste plaats.
2000: Brainstorm · 
2001: Arnis Mednis · 
2002: Marie N · 
2003: F.L.Y. · 
2004: Fomins & Kleins · 
2005: Valters & Kaža · 
2006: Cosmos · 
2007: Bonaparti.lv · 
2008: Pirates of the Sea · 
2009: Intars Busulis · 
2010: Aisha · 
2011: Musiqq · 
2012: Anmary · 
2013: PeR · 
2014: Aarzemnieki · 
2015: Aminata Savadogo · 
2016: Justs · 
2017: Triana Park · 
2018: Laura Rizzotto · 
2019: Carousel · 
2021: Samanta Tīna · 
2022: Citi Zēni · 
2023: Sudden Lights · 
2024: Dons · 
2025: Tautumeitas